# Oscar Castro-Neves
Oscar Castro-Neves (15 de mayo de 1940 - 27 de septiembre de 2013), fue un guitarrista, arreglista y compositor brasileño que es considerado una figura fundadora del Bossa nova. Nació en Río de Janeiro y formó una banda con sus hermanos en su juventud. A los 16 años tuvo un éxito nacional con Chora Tua Tristeza. Muchos de los primeros músicos de Bossa Nova comenzaron en la adolescencia por lo que este fue sólo un poco inusual. En 1962 él estaba en un concierto de Bossa Nova en el Carnegie Hall, más tarde realizó una gira con Stan Getz y Sérgio Mendes. Luego pasó a trabajar con una amplia gama de músicos incluyendo a Billy Eckstine, Yo Yo Ma, Michael Jackson, Barbra Streisand, Stevie Wonder, João Gilberto, Eliane Elias, Lee Ritenour, Airto Moreira, Toots Thielemans, John Klemmer, Carol Welsman y Diane Schuur. Durante la década de 1970 y principios de 1980 fue miembro del Paul Winter Consort.
Vivió en Los Ángeles, California, donde trabajó como orquestador para varias películas, entre ellas Blame it on Rio and Sister Act 2: Back in the Habit. Murió de cáncer en Los Ángeles el 27 de septiembre de 2013.

## Discografía

### Como líder
- Big Band Bossa Nova (1962 - Audio Fidelity AFLP 1983)
- The Rhythm and Sounds of Bossa Nova  (featuring Miltinho) (1963 - Audio Fidelity AFSD 5984)
- Brazilian Scandals (1987)
- Oscar! (1987)
- Maracujá (1989)
- More than Yesterday (con Teo Lima) (1991)
- Tropical Heart (1993)
- The John Klemmer and Oscar Castro-Neves Duo (1997)
- Brazilian Days (with Paul Winter) (1998)
- Playful Heart (2003)
- All One (2006)

### Como sideman
Con David Darling
- Cycles (ECM, 1981)

Con Eliane Elias
- Brazilian Classics (2003)